# Symphurus multimaculatus
Symphurus multimaculatus är en fiskart som beskrevs av Lee, Munroe och Chen 2009. Symphurus multimaculatus ingår i släktet Symphurus och familjen Cynoglossidae. Inga underarter finns listade i Catalogue of Life.